# Joe Kernan
Joseph Eugene Kernan dit Joe Kernan, né le 8 avril 1946 à Chicago et mort le 29 juillet 2020, est un homme politique américain membre du Parti démocrate. Il est notamment gouverneur de l'Indiana entre 2003 et 2005.

## Biographie
Il est l'aîné d'une famille de neuf enfants. Diplômé de St Joseph's High School, il entre dans la marine américaine en 1969 et demeure prisonnier de guerre au Viêt Nam pendant 11 mois, avant d'être rapatrié en 1973. 
En 1987, il est élu maire de South Bend, fonction qu'il occupe pendant neuf ans. Élu lieutenant gouverneur de l'Indiana en novembre 1996, il entre en fonction en janvier 1997 et est réélu en novembre 2000. À la mort de Frank O'Bannon le 13 septembre 2003, il lui succède comme gouverneur pour achever le mandat de celui-ci. En novembre 2004, il est battu lors de l'élection suivante par Mitch Daniels et se retire de la vie politique en janvier 2005.
Il meurt le 29 juillet 2020. Il avait été diagnostiqué de la maladie d'Alzheimer, et avait perdu l'usage de la parole.

## Distinctions
Il est titulaire de la « Distinguished Flying Cross » et de la médaille « Purple Heart ».